# Система оповіщення
Систе́ма опові́щення — сукупність організаційно-технічних заходів, пристосувань і технічних способів оповіщення, апаратури, засобів та каналів зв’язку, призначених для своєчасного доведення сигналів і повідомлень з питань цивільної оборони до центральних і місцевих органів виконавчої влади, підприємств, установ, організацій та населення. Їхнє головне завдання — якнайшвидше привернути увагу якомога більшої кількості людей до гострої небезпеки, отже попередити населення про неминучу загрозу, від якої треба швидко захиститися.
Оповіщення населення здійснюється віддалено — за допомогою електромеханічних сирен (ззовні), мережі радіомовлення всіх діапазонів частот і видів модуляції, телебачення та мобільного зв'язку.
Терміновим повідомленням, що передаються територіальними органами цивільної оборони та з надзвичайних ситуацій, потенційно небезпечними підприємствами, повинно передувати уривчасте звучання електро-сирен, наявних на відповідній території (зокрема пересувних), а також у запису — мережею радіомовлення, що означає «Увага всім!».
Зміст звернення до населення повинен передаватися державною мовою і за потребою (додатково) мовою, якою користується більшість населення у певній місцевості.
Для підвищення доступності інформацію дублюють різними форматами: текст, аудіо, світлові й візуальні сигнали, тактильні/вібраційні сповіщення на мобільних пристроях.

## Історія
Система оповіщення про небезпеку існувала з давніх часів. Колись це був барабанний дріб, згодом — бій церковних дзвонів. Для прикладу, система оповіщення запорозьких козаків і тодішнього українського населення про напад ворогів, створювалася у вигляді вервечки дерев'яних веж і підвищених місць з сухими дровами, для розведення багаття з потужним полум'ям. 
Сам механізм сирени винайшов ще 1799 року, шотландський фізик Джон Робісон, але тоді його використовували як музичний інструмент.
Як сповіщення про повітряну тривогу, сирени вперше застосували лише під час Другої світової війни, а найперші електричні сирени, пролунали у Лондоні у вересні 1939 року стосовно бомбардувань з боку Третього Рейху. Вони видавали два сигнали: попереджувальний, який почергово зростав і слабшав, і рівномірний звук, який означав, що можна виходити з укриття. Під час же блокади російського Ленінграда, про нальоти німецької авіації, мешканців міста оповіщав метроном. Його рівномірний стук постійно лунав по радіо та гучномовцям, а коли виникала небезпека, швидкість метроному збільшувалася.
Згодом сирени почали використовуватися для попередження про ядерну атаку та природні руйнівні погодні умови, як-от буревій, смерч, цунамі й інше, наприклад забруднення повітря.
Спосіб дії звичної сирени: механічний пристрій виробляє звук завдяки обертанню (переважно електродвигуном) колеса маховика зі шпаринами які переривають потік повітря з постійною швидкістю, тож через змінюваний повітряний тиск, лунає впізнаваний протяжний звук. Сучасні сирени можуть розвивати гучність до 135 дБ на відстані 30 м.

## Система оповіщення в Україні
В Україні, станом на 2022 рік, за деякими винятками, все ще існувала задавнена система оповіщення цивільного населення, яку не оновлювали понад 50 років. Напередодні російського вторгнення, яке почалося 24 лютого 2022 року, київська влада планувала перейти з аналогової системи на цифрову, але зробити це до початку агресивних воєнних дій з боку Російської Федерації, не встигла. Для прикладу, у Києві сирени розміщувалися на дахах підприємств і їх було близько 150. Але площа покриття ними міста — невелика, оскільки з часу їхнього встановлення, з'явилося багато нових житлових районів, а застаріла система оповіщення, не враховувала сучасну інфраструктуру та акустику у різних районах Києва. Подібне становище склалося і в переважній більшості інших міст України.

Відповідно до Постанови Кабінету Міністрів України від 27 вересня 2017 року № 733 
«Утримання, переобладнання та забезпечення постійної готовності до дій за призначенням місцевих автоматизованих систем централізованого оповіщення, здійснюються місцевими органами виконавчої влади (органами місцевого самоврядування)».
Якщо сирени не працюють, приміром, з причини вимкнення електрики, про небезпеку можуть повідомляти крізь гучномовці, встановлені на автомобілях патрульної поліції, пожежників, рятувальників або аварійної служби (деякі електромеханічні сирени можуть мати приводи ручного керування, але рівень звуку у такому разі буде трохи слабший).
Є декілька різновидів сигналів. Один довгий рівномірний гудок, який лунає до 7 секунд — це зазвичай, попереджувальна сирена. Почувши її, потрібно увімкнути державні радіо- чи телеканали та слухати поради з поводження під час таких дій.
Звук, який почергово наростає і знижується, та триває одну хвилину й повторюється не менше трьох разів, означає що треба йти в укриття. Це — загальна тривога.
Короткий п'ятисекундний сигнал, котрий звучить після завершення загальної тривоги, означає «Відбій повітряної тривоги».
З початку війни, місцеві державні адміністрації, додатково повідомляють про початок і відбій повітряної тривоги, на власних офіційних сайтах та у соцмережах — у Києві сповіщення приходять на застосунок «Київ цифровий». Багато українців також користуються застосунком «Тривога!», в якому можна налаштувати різні регіони країни. Також у багатьох землях України, місцева влада використовує для оповіщення, окремі спільноти чи канали для миттєвих повідомлень (месенджери).

## Технічна складова
Технічна складова системи оповіщення охоплює сукупність апаратних і програмних засобів, каналів зв’язку та інфраструктури, що забезпечують формування, передачу, приймання і відтворення сигналів та повідомлень у нормативні терміни з необхідним рівнем надійності.

### Основні підсистеми
Ініціювання сигналів: пульти керування, автоматизовані робочі місця операторів, інтерфейси інтеграції з системами моніторингу загроз (сенсорні мережі, метео‑радарні, техногенний контроль тощо).
Маршрутизація та розповсюдження: сервери сповіщень, шини даних, брокери повідомлень, шлюзи до зовнішніх мереж (мобільні оператори, радіо/ТБ, інтернет‑платформи).
Термінали відтворення: сирени й гучномовці, приймачі радіо і цифрового ТБ, термінали публічного інформування (вуличні табло, дорожні знаки), мобільні пристрої користувачів, корпоративні системи оповіщення.
Моніторинг та журналювання: збір телеметрії, контроль доступності вузлів і каналів, логування подій, аудит активацій і метрик доставки.

### Відповідальність за повітряну тривогу
За виявлення повітряної загрози в Україні відповідають Радіотехнічні війська Повітряних сил Збройних сил України.
Вони визначають усі повітряні цілі як над Україною, так і далеко за її межами. Коли на екрані радарів стеження з'являються позначки літальних апаратів, які переміщуються у бік території України, та є дані що це ворог, подається команда «Повітря». Черговий повітряних сил ЗСУ, протягом трьох хвилин має зробити телефонний дзвінок по спецзв'язку, а після цього, сирену вмикає місцева влада. Тож, якщо час підльоту повітряної загрози занадто незначний (наприклад, швидкісна ворожа ракета запускається з близької відстані — 30...50 км), сигнал «Повітряна тривога», може пролунати із запізненням.
Виявити всі повітряні загрози, зазвичай, неможливо. Літаки-ракетоносці, можна відстежувати за допомогою супутників та інших пристроїв розвідки, але визначити мить запуску з них ракети, дуже складно. Ракети є малопомітними цілями, а деякі крилаті ракети й вертольоти можуть летіти так низько, що радари повітряних сил, їх просто не

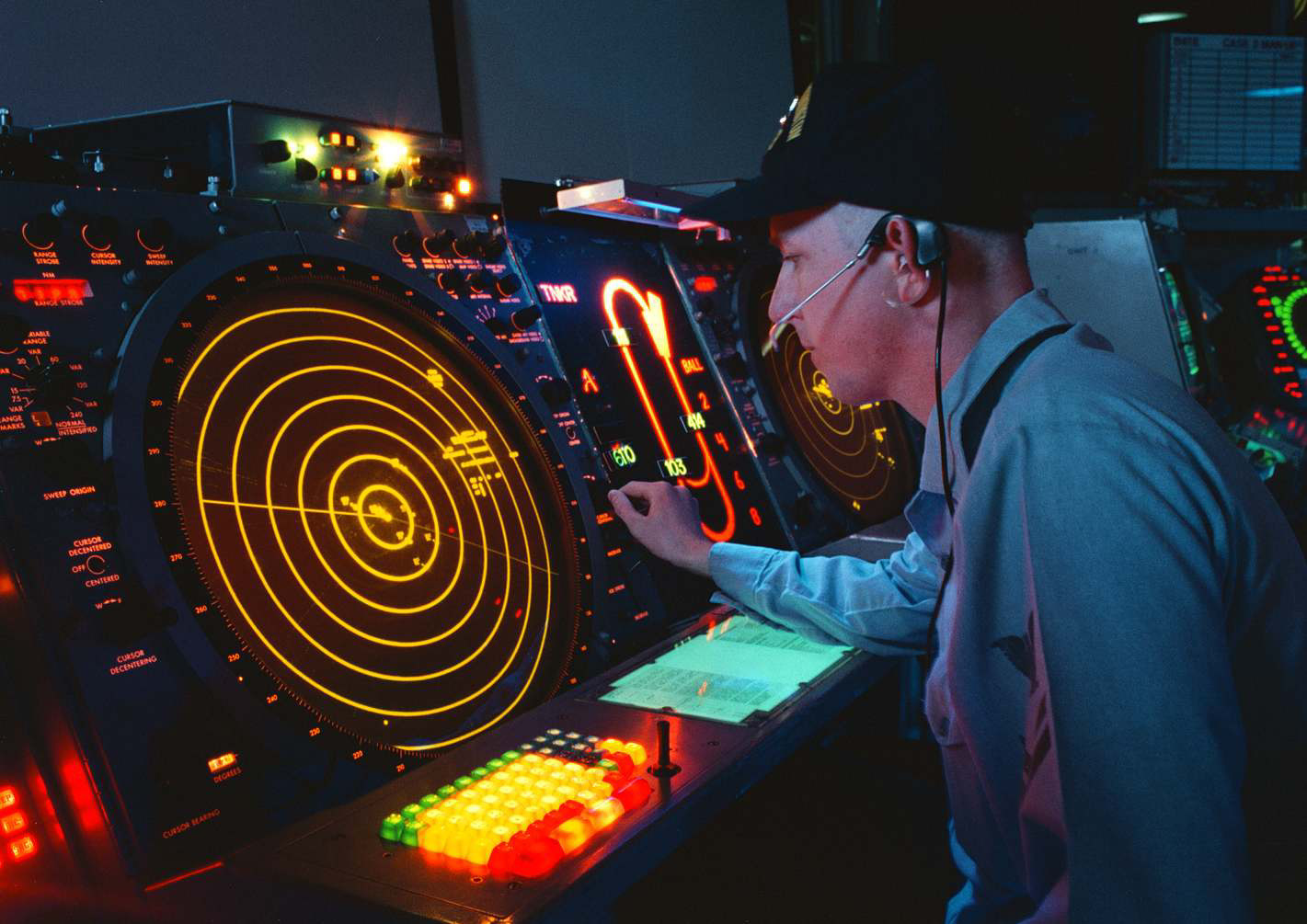
Екран стеження за повітряним простором: червоні мітки - повітряні об'єкти, кільця позначають відстань.

спроможні помітити, натомість їх здатні почути та побачити звичайні люди.
Повітряна тривога не завжди означає, що ворожі ракети чи літаки, летять саме у певну область чи місто. Її оголошують за подією зльоту, адже зрозумілий лише загальний напрямок руху ракети, а точне місце, куди вона може влучити, визначити складно. Наприклад, крилата ракета спроможна змінювати свій курс праворуч і ліворуч, розвертатися в протилежному напрямку або взагалі зникати з радарів за природними перешкодами. Через це, систему оповіщення вмикають почергово — згідно можливого прямування ракети, але охоплюють також і сусідні регіони.

### Російське вторгнення в Україну (2022)
Під час вторгнення радіотехнічні війська ППО, побачили зліт військових літаків РФ для удару по території України приблизно о 3-ій ранку 24 лютого 2022 року, а найперший ракетний удар засвідчено вже о 5-й ранку, сигнали ж повітряної тривоги не пролунали. Величезна кількість українців прокинулася від жахливих вибухів чи спалахів за вікном (і можливих потім у декого серцевих нападів, інсультів, тощо), після бомбардування міст і селищ ворожими, насамперед крилатими ракетами «Калібр» та балістичними ракетами.
Перший сигнал повітряної тривоги у столиці за деякими даними, зазвучав лише після сніданку 24 лютого, а наприклад у Львові, Харкові чи Миколаєві — найперші тривоги пролунали вже наступного дня — 25 лютого. Цікаво, що у Львові напередодні російського вторгнення — 23 лютого 2022-го, відбулося навчальне оповіщення для мешканців, а з 8 лютого тривало оновлення системи оповіщення Львівщини, за стандартами ЄС. 1 березня 2022 року, в Україні компаніями Stfalcon та Ajax Systems за підтримки Міністерства цифрової трансформації, було запущено мобільний застосунок «Повітряна тривога».

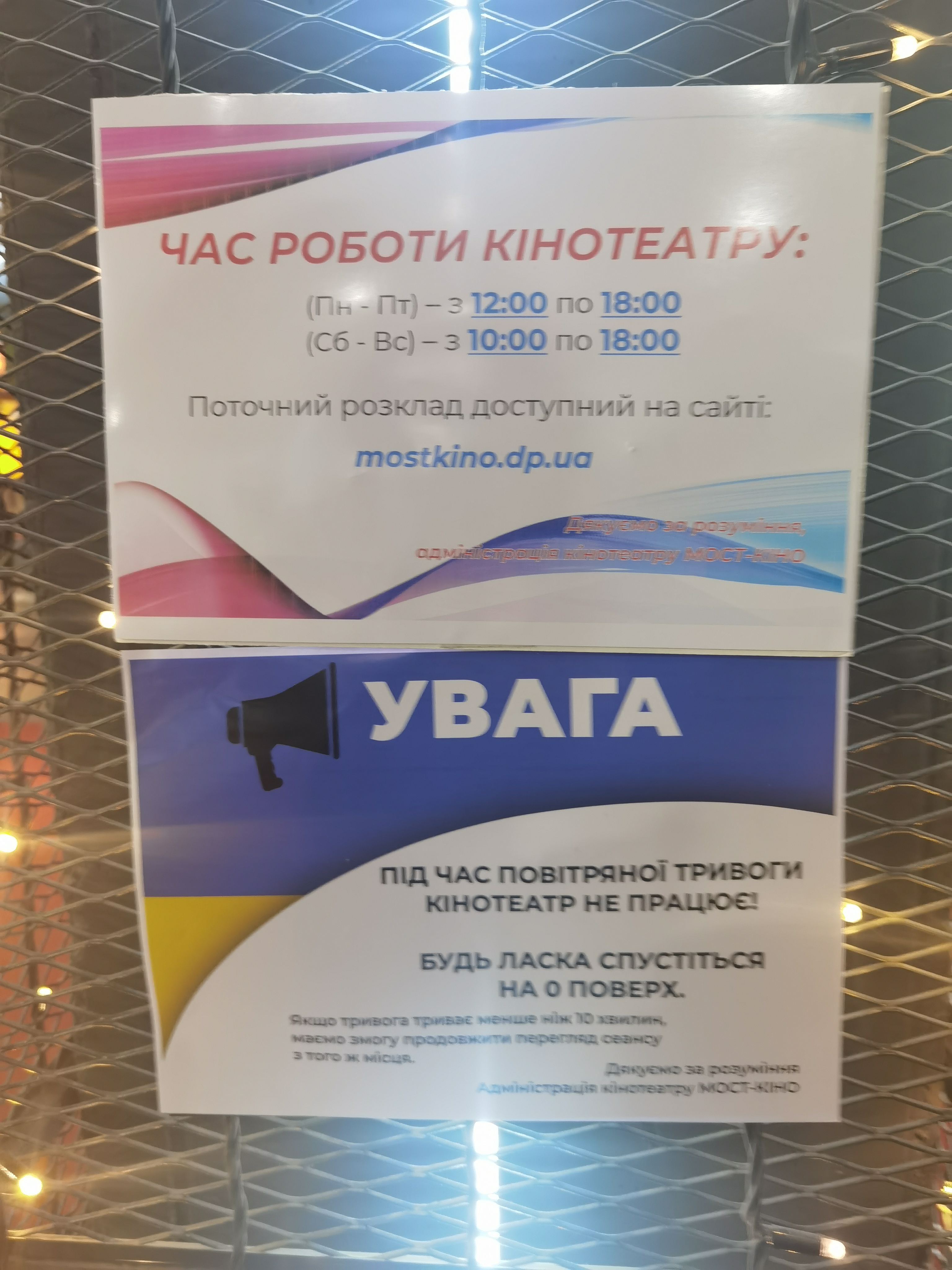
Оголошення в Дніпрі про не роботу кінотеатру під час повітряної тривоги

Станом на кінець серпня 2022 року, у разі обстрілу росіянами швидкісними ракетами протиповітряної системи С-300 (дальність ураження сягає приблизно 150 км) прифронтових українських міст, наприклад незламного Харкова чи завзятого Миколаєва, повітряна тривога починала лунати вже після декількох розривів ракет, хоча хід здіймання ворожих ракет вночі наочно спостерігався і українськими бійцями на передовій і самими мешканцями наближених до лінії фронту околиць цих міст.  Військовими адміністраціями та місцевою владою це пояснювалося, близькою відстанню, отже-й незначним (1,5...2 хвилини) часом льоту таких ракет.
За правилами, під час повітряної тривоги, учасники навчального процесу, повинні перебувати в особливих облаштованих укриттях. В ці миті вчителі, школярі та їхні батьки можуть відчувати страх і занепокоєння. Діти молодших класів, бувають налякані й зі сльозами, очікують батьків, аби ті їх забрали додому. А, наприклад старші учні, через нестачу кисню в бомбосховищах (у разі поганої роботи вентиляції) можуть втрачати свідомість.
Станом на 1 грудня 2024 року, в Україні пролунало більше 10000 тривог. Довготривалі тривоги на цей момент були зафіксовані в Луганській області, Автономній Республіці Крим, місті Севастополь, Чугуївському району Харьківській області та в Вовчанській тергромаді. Вони тривають вже більше 100 днів, деякі з них- вже два роки.

## Інші держави
Подібні системи оповіщення (переважно електронні), з деякими відмінностями між собою, є в багатьох інших країнах — зокрема, у США, Канаді, Ізраїлі, Великій Британії; Німеччині, Австрії, Франції, Італії, Нідерландах, Данії, Норвегії, Швейцарії, Фінляндії, Латвії та інших державах ЄС; Японії, Китаї, Сінгапурі, тощо.
У розвинених країнах, для попередження неповносправних людей, можуть застосовуватися подушки з двигтінням та додаткові світлові сповіщення.

### Загальнонімецький день попередження
10 вересня 2020 року — вперше після возз'єднання Німеччини, була проведена загальнонаціональна пробна тривога. Проте день попередження був затьмарений технічним збоєм. Повідомлення про небезпеку, передбачене на 11:00, було надіслано першим користувачам із запізненням приблизно на півгодини — через державні попереджувальні програми, а деяким людям, взагалі нічого не прийшло. До того-ж, не надсилалися push-повідомлення. Як причину затримки попереджень, BBK назвало — часткове перевантаження модульної системи попередження. Інші ЗМІ поширили повідомлення про небезпеку в Інтернеті на своїх вебсайтах. У заяві Федерального міністерства внутрішніх справ, ця подія була оцінена як «провал» через «технічну проблему». Внаслідок цього, тодішній голова Федерального управління цивільного захисту та допомоги від стихійних лих, був звільнений з посади, федеральним міністром внутрішніх справ. 
У червні 2021 року, міністри внутрішніх справ федерального уряду та урядів земель, погодилися скасувати день попередження, спершу запланований на вересень 2021 року. Причина полягала в тому, що Федеральне управління цивільного захисту та допомоги у разі стихійних лих (BBK) наразі створювало «загальний тестовий ландшафт». Передбачалося, що він буде доступний у першому кварталі 2022 року. За даними Федерального міністерства внутрішніх справ, наступний день попередження заплановано на 8 вересня 2022 року. У липні 2022 року, датою наступного дня попередження було оголошено 8 грудня 2022 року. Стільникове мовлення, також буде вперше випробувано як новий засіб оповіщення.
У майбутньому, день попередження, має відбуватися кожного другого четверга вересня, щороку об 11:00, охоплюючи всі шляхи оповіщення (MoWaS, програми оповіщення, сигнали сирени, радіо тощо).
Завдяки єдиному загальнонаціональному дню попередження, населення має бути ознайомлено та підготовлено до можливих небезпечних ситуацій, як-от стихійні чи екологічні лиха й великі пожежі. Після цього, всією Німеччиною повинні вмикатися попереджувальні програми, лунати сирени, а радіостанції переривати своє мовлення.
Окрім загальнонаціонального дня попередження, існують також федеральні дні оголошення тривоги. Приклад: 11 березня 2021 року об 11 годині ранку, в землі Північний Рейн-Вестфалія.

### Данія
Нинішні (2020-і роки) сирени в Данії є електронними і перевіряються щовечора без звуку, щоби підтримувати працездатність, але раз на рік вмикаються зі звуком — кожної першої середи травня о 12:00, щоби населення не забувало звуки сигналів тривоги та їхнє значення. До 24 листопада 1993 року, перевірка сирен відбувалася зі звуком — один раз на тиждень. Це було пов’язано з тим, що попередні покоління сирен були механічними, тож через це їх можна було перевірити лише за допомогою звуку та насамперед для того, щоби вони (переважно їх вальниці) не іржавіли.
До початку травня 2010 року, по всій Данії було розміщено 1078 сирен якими керує центральний комп’ютер. Водночас, сиренами в містах протилежної частини Данії можна керувати з командних пунктів Агентства з надзвичайних ситуацій, які розташовані в підземних бункерах. Сирени встановлюють у містах з населенням понад 1000 осіб.

#### Сам сигнал
Сигнали сирен розроблено компанією DELTA яка зосереджена на випуску звукових пристроїв, з особливим наголосом на психоакустику. Тут передусім, має значення налаштованість на сприйняття сигналів сирени, які повинні:
- привертати увагу і не бути забутими;
- можуть бути почутими та визначеними, як попередження.

Сигнали тривоги, призначені для прослуховування у приміщенні і на досить великих відстанях. 
Коли пролунає перший сигнал, треба увійти до приміщення й пошукати повідомлення у радіомережах, по телебаченню чи в мобільних застосунках, щоби бути спроможним отримувати поради від влади.

### Чехія
У Чехії близько 6000 сирен. Усі ці 6000 тривожних пристроїв, котрі стосуються як механічних так і електронних, перевіряються кожної першої середи місяця. Є три попереджувальні сигнали, що супроводжуються словесним повідомленням чеською мовою та, зазвичай, з англійським і німецьким перекладом на електронних сиренах. Також є термінові повідомлення на телеканалах, які веде Česká televize, і радіоканалах, котрі передає Český rozhlas.
Загальне сповіщення: 140-секундний мінливий тон. Сповіщення може повторюватися до 3 разів з проміжками в 3 хвилини і має 4 можливі усні повідомлення:
- «Загальне попередження, загальне попередження, загальне попередження. Зважайте на передачі Чеського радіо, телебачення та регіональних радіо. Загальне попередження, загальне попередження, загальне попередження». Небезпеку не визначено, і люди повинні зайти всередину будівлі, зачинити двері та вікна (сповіщення зазвичай означає, що в повітрі може бути присутнім небезпечний предмет) і перевести телевізор або радіо на відповідний канал, щоби дізнатися більше.

- «Небезпека паводкової хвилі, небезпека паводкової хвилі, небезпека паводкової хвилі. Зважайте на передачі Чеського радіо, телебачення та регіональних радіо. Небезпека паводкової хвилі, небезпека паводкової хвилі, небезпека паводкової хвилі». Сповіщення про повінь. (Сигнали сирени для оповіщення про повінь не використовуються). Потрібна дія полягає в тому, щоби люди увімкнули радіо та віддалилися від джерела небезпеки (переважно, річки).

- «Хімічна аварія, хімічна аварія, хімічна аварія. Небезпека витоку забруднювальних речовин. Зважайте на передачі Чеського радіо, телебачення та регіонального радіо. Хімічна аварія, хімічна аварія, хімічна аварія». Сталася хімічна аварія. Люди повинні поводитися так само, як і під час повідомлення загального сповіщення.

- «Радіаційна аварія, радіаційна аварія, радіаційна аварія. Ризик витоку радіоактивних речовин. Зважайте на передачі Чеського радіо, телебачення та регіональних радіо. Радіаційна аварія, радіаційна аварія, радіаційна аварія». Відбулася радіоактивна аварія. Люди повинні поводитися так само, як і під час повідомлення загального сповіщення.

Тестування сирен: постійний (незмінний) сигнал тривалістю 140 секунд, який застосовується для перевірки працездатності сирен. «Тест сирени, тест сирени, тест сирени. Перевірка сирени відбудеться за кілька хвилин. Перевірка сирени, тест сирени, тест сирени.» Це усне повідомлення перед тестом, а також «Тест сирени, тест сирени, тест сирени. Тест сирени щойно відбувся. Тест сирени, тест сирени, тест сирени». Це усне повідомлення після перевірки.
Пожежне сповіщення: сигнал тривалістю 60 секунд із перервою. Використовується для оповіщення вогнеборців про пожежу, супроводжуючись таким усним повідомленням: «Пожежна тривога, пожежна тривога, пожежна тривога. Виклик пожежних, виклик пожежних. Оголошено пожежну тривогу. Пожежна тривога».
Все чисто (відбій): немає певного сигналу, лише словесне повідомлення: «Кінець тривоги, кінець тривоги, кінець тривоги. Зважайте на Чеське радіо, телебачення та місцеве радіо. Кінець тривоги, кінець тривоги, кінець тривоги».